# بیمار انگلیسی (فیلم)
بیمار انگلیسی (به انگلیسی: The English Patient) فیلمی درام جنگی رمانتیک و حماسی محصول ۱۹۹۶به نویسندگی و کارگردانی آنتونی مینگلا بر اساس رمانی به همین نام از مایکل اونداتیه است.

## داستان
یک هواپیمای دوباله بریتانیایی قدیمی بین جنگ‌ها که در میان صحرا پرواز می‌کرد توسط توپچی‌های آلمانی سرنگون شد. خلبان (ریف فاینز) به شدت سوخته از لاشه هواپیما بیرون کشیده شده و توسط گروهی از بادیه نشینان نجات داده می‌شود.
او که به سبب زخم‌های هولناک و شوک روانی نام خود و گذشته‌اش را به یاد نمی‌آورد، با نام بیمار انگلیسی به نیروهای متفقین در ایتالیا تحویل داده می‌شود. در آنجا پرستاری به نام هانا (ژولیت بینوش) با اجازه سرپرست بیمارستان او را در صومعه ای در ایالت توسکانی بستری و از او مراقبت می‌کند.
با پیدا شدن سر و کله کاراواجیو که خود را وابسته متفقین با نهضت مقاومت ایتالیا معرفی می‌کند و یک ستوان سیک هندی تباری و مین یاب به نام کیپ سینگ در صومعه زندگی هانا و بیمار انگلیسی دگرگون می‌شود. روزی که کاراواجیو و هانا دربارهٔ نوشته‌های هرودت بحث می‌کنند، خلبان انگلیسی گذشته‌اش را به یاد می‌آورد. او کنت لاسزلو آلماسی خلبان اکتشافی آثار باستانی است که در صحرای لیبی به اکتشاف می‌پرداخته‌است…

## بازیگران
- رالف فاینس
- ژولیت بینوش
- ویلم دفو
- کریستین اسکات توماس
- نوین اندروز
- هشام رستم
- آماندا واکر

## جوایز
- برنده جایزه اسکار بهترین فیلم
- برنده جایزه اسکار بهترین کارگردان
- برنده جایزه اسکار بهترین فیلمبرداری
- برنده جایزه اسکار بهترین تدوین
- برنده جایزه اسکار بهترین موسیقی
- برنده جایزه اسکار بهترین بازیگر نقش مکمل زن
- برنده جایزه اسکار بهترین صدا
- برنده جایزه اسکار بهترین طراحی صحنه
- برنده جایزه اسکار بهترین طراحی لباس
- نامزد ۵ جایزه اسکار